# おおぞらバス

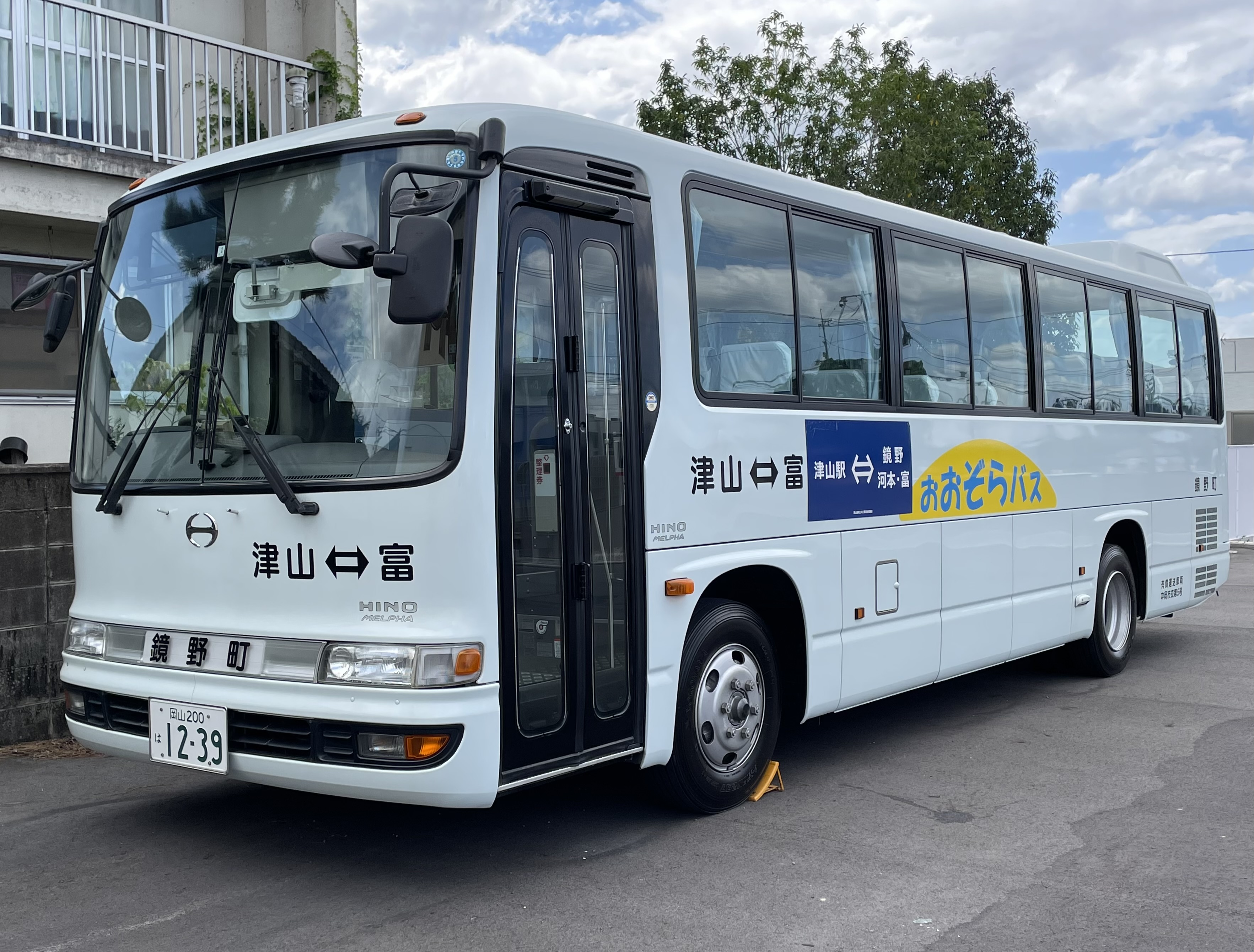
おおぞらバスの車両

おおぞらバスは、岡山県津山市・真庭市・苫田郡鏡野町で運行しているコミュニティバス。津山市・真庭市・鏡野町が構成する協議会（津山・富線共同バス運行対策協議会）に基づき運営されている。
中鉄バスの津山 - 富線が2002年9月限りで廃止されたことを受け、同年10月1日から運行を開始した。当初協議会は津山市・鏡野町・久世町・富村から成っていたが、市町村合併により現在の構成となった。

## 概要
- 津山駅から旧・富村中心部の富振興センター前までを結ぶ。
- 運行形態は、道路運送法の規定に基づく自家用自動車（白ナンバー車）による有償運送での運行である。
- 同協議会がエスアールティー（中鉄バスの関連会社）に運行を委託している。
- 鉄道路線とは津山駅、院庄駅（姫新線）で接続している。
- 運賃は距離制。定期券・回数券は中鉄北部バス、かがみの町営バスと共用だが、バスカードは使えない。
- 1日1往復（休日は運休）。
- 小座 - 富振興センター前間はフリー乗降区間となっている。

## 路線
詳細な運行案内は、#外部リンクを参照のこと。
- 津山駅 - 大手町 - 市役所西 - 衆楽園市役所前 - 城北橋 - 裁判所前 - 小田中 - 小田中局前 - 院庄駅口 - 作楽神社前 - 吉原 - 芳野公民館前 - 郷農協前 - 河本 - 小座 - 中谷 - 高座口 - 中村 - 近衛殿 - 忠野 - 余野上 - 黒地 - 富振興センター前

## 車両

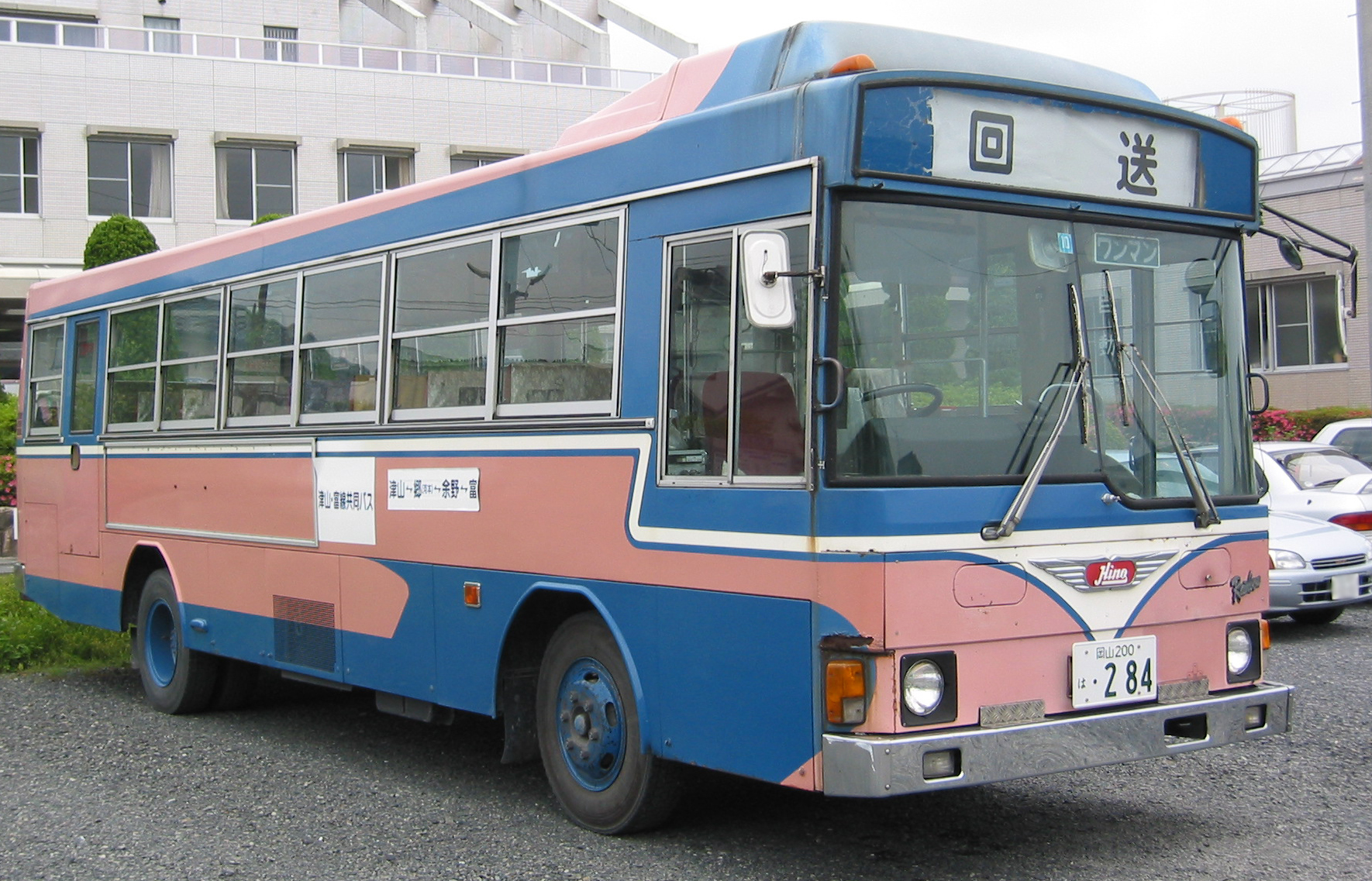
運行開始当初の車両
※現在は使用されていない

- 中型バス（日野・メルファ）で運行。運行開始当初の車両
※現在は使用されていない